# Daniela Melchior
Daniela Melchior dos Reis Lopes Pereira (n. 1 noiembrie 1996, Lisabona, Portugalia) este o actriță portugheză. Și-a lansat cariera în 2014 cu un rol în telenovela Mulheres. Ea a continuat să apară în drama pentru adolescenți Massa Fresca (2016) și telenovele Ouro Verde (2017) și A Herdeira (2018). Melchior și-a făcut debutul în film în 2018 cu The Black Book.
Ea a făcut o descoperire internațională ca Cleo Cazo în filmul DC Brigada sinucigașilor (2021), care i-a adus o nominalizare pentru Cel mai bun debutant la Globurile de Aur portugheze. Ulterior, ea a jucat roluri minore în filme în limba engleză, inclusiv Marlowe (2022), Assassin Club (2023), Guardians of the Galaxy Vol. 3 (2023) și Fast X (2023).

## Filmografie

### Filme de cinema
- 2018 : The Black Book ... La Fille
- 2018 : Parque Mayer ... Deolinda
- 2021 : Brigada sinucigașilor ... Cleo Cazo / Ratcatcher 2
- 2022 : Marlowe ... Lynn Peterson
- 2023 : Assassin Club ... Sophie
- 2023 : Guardians of the Galaxy Vol. 3 ... Ura
- 2023 : Fast X ... Isabel Neves

### Filme de televiziune
- 2014–2015 : Mulheres ... Viviana Gomes
- 2016 : Massa Fresca ... Carminho Santiago
- 2017 : Ouro Verde ... Cláudia Andrade
- 2018 : A Herdeira ... Ariana Franco
- 2018–2019 : Valor da Vida ... Isabel Vasconcellos
- 2019 : O Livro Negro do Padre Dinis ... La Fille
- 2021 : Pecado ... Maria Manuel